# Vejen
 For alternative betydninger, se Vejen (flertydig). (Se også artikler, som begynder med Vejen)
Vejen er en stationsby i Sydjylland med 10.361 indbyggere  (2024), beliggende 24 km vest for Kolding, 50 km øst for Esbjerg, 33 km nordvest for Vojens og 34 km syd for Billund. Byen hører til Vejen Kommune og ligger i Region Syddanmark.
Vejen hører til Vejen Sogn. Vejen Kirke ligger i byen. Den første kirke fra slutningen af 1200-tallet blev revet ned i 1896, og den nuværende blev opført. To gravhøje fra Oldtiden ligger på kirkegården, en tredie lige uden for norddiget.

## Geografi
Nordøst for byen løber Vejen Å, som løber ud i Kongeå, der dannede grænse mellem Danmark og Tyskland 1864-1920. 4 km syd for Vejen ligger den lille bebyggelse Skodborghus, som var en vigtig grænseovergang. Her findes grænsesten nr. 57 med inskriptionen Kr.Dm. (Kongeriget Danmark) på den ene side og Kr.Pr. (Kongeriget Preussen) på den anden. Den er en af de få grænsesten, der står på sin oprindelige plads.
5 km sydvest for Vejen ligger Skibelund Krat, hvor der var fri udsigt over Kongeådalen og det tabte Sønderjylland. Området blev fra 1865 en national møde- og festplads, hvor der stadig holdes grundlovsmøder. Efterhånden blev der rejst 22 mindesmærker for danske personligheder.
I Askov 3 km vest for Vejen ligger folkehøjskolen Askov Højskole. Det var Danmarks ældste højskole, Rødding Højskole, som i 1865 blev flyttet til den danske side af grænsen. Efter Genforeningen blev der oprettet en ny højskole i Rødding.

## Seværdigheder
Vejen Kunstmuseum blev indviet i 1924 og formidler især dansk kunst fra 1880'erne med hovedvægt på omkring 1900. Foran indgangen står keramikeren Niels Hansen Jacobsens hovedværk En Trold der vejrer Kristenkød.
Ved siden af Kunstmuseet med troldespringvandet ligger Vejen Troldepark. Trolde-motivet findes flere steder i byen. Der var en trold i kommunens våbenskjold indtil 2006. Byens vagtapotek i Kvickly hedder Vejen Trolde Apotek.

## Faciliteter
- Grønvangskolen i den vestlige ende af byen har 897 elever, fordelt på 0.-10. klassetrin.[6]
- Østerbyskolen i den østlige ende af byen har 465 elever, fordelt på 0.-9. klassetrin, og 64 ansatte. Hertil kommer 89 elever og 49 ansatte på ØsterbyCentret, som er et undervisningstilbud til børn, som har nedsat kognitiv funktion og brug for megen voksenstøtte.[7]
- Vejen Gymnasium og HF tilbyder STX og HF samt HF3, hvor man lærer det samme som på 2-årig HF, men strakt over 3 år med ro, struktur og støtte. Gymnasiet har 49 lærere og 500 elever.[8]
- Vejen Business College blev grundlagt i 1915 og er en selvejende institution. Indtil 2013 hed den Vejen Handelsskole & Handelsgymnasium og før det Vejen Erhvervsskole. Skolen udbyder erhvervsuddannelserne EUD, EUX og EUX Business samt merkantil studentereksamen (HHX).
- Vejen Idrætscenter har svømmehal, flere idrætshaller, konferencelokaler og mulighed for mange aktiviteter samt overnatning.[9] Vejen Sports Forening er byens fodboldklub.
- Plejecenter Kærdalen har 4 almene plejeafdelinger med 2-rums boliger samt 2 demensafdelinger, rehabiliterings- og specialafdeling med 1-rums boliger.[10]
- Byen har 7 supermarkeder, bibliotek, 2 apoteker, lægehus, tandlæger og dyrehospital.

## Historie

### Hærvejen
Hærvejen gik gennem Vejen. I dag er vandreruten ledt gennem Vester Alle, cykelruten gennem Øster Alle, og begge fortsætter ad Askovvej. Lige nord for byen lå Halvvejshøjen, som siden Christian 4.s tid markerede at man var halvvejs mellem Viborg og Slesvig.

### Jernbanen
Vejen fik station på Lunderskov-Esbjerg-banen, der blev åbnet i 1874. Stationen blev lagt mellem to bakkedrag 1 km sydvest for landsbyen Vejen, der lå ved landevejen Kolding-Varde.
I 1879 blev Vejen beskrevet således: "Veien med Kirke, Præstegaard, Skole, Jernbanestation, Kro, Brevsamlingssted, Vandmølle".

### Stationsbyen
Det lave målebordsblad skelner stadig mellem Vejen Stationsby og selve Vejen, men i løbet af få år voksede de sammen.
I 1904 blev Vejen beskrevet således: "Byen Vejen (1280: Wægnæ, c. 1340: Weghn), ved Vardevejen, stor købstadlignende Landsby (1/2 1901: 161 Huse og 1108 Indb.), med Kirke, Præstegd., 3 Skoler (Vejen gamle og nye samt Bakkely Sk.), Realskole (opr. 1900), Missionshus (opf. 1895), Øvelseshus (opf. 1882), Afholds- og Højskolehjem (opf. 1900), Lægebolig, Dyrlægebolig, Sparekasse (opr. 1867), Bank (opr. 1903, Aktiekapit.: 100,000 Kr.), flere industrielle Anlæg, som Elektricitetsværk (opf. 1903), Andelsmejeri, Bryggeri, Cikoriefabrik („Nørrejyll.“), Tagpapfabrik, Maskinfabrik, Jærnstøberi, Damp-Uldspinderi, Dampbageri, Farveri, Lervarefabr., Margarinefabr. („Alfa“), Mineralvandsfabr., m. m., Vejr- og Vandmølle, Haandværksdrift, Bogtrykkeri, Købmandshdlr., Hotel, Kro, Markedsplads (Marked i April, Juni og Sept.), Jærnbane-, Telegraf- og Telefonst. samt Postkontor."

### Jernbaneknudepunkt
I 1917 fik Vejen Station en sidebane til Gesten på Danmarks længste privatbane Troldhede-Kolding-Vejen Jernbane. Initiativtagerne til banen var en maskinfabrikant fra Kolding og margarinefabrikanten Johannes Lauridsen fra Vejen. De hjalp begge med driften nedlagt af banen de første år.
Hovedstrækningen Troldhede-Kolding blev nedlagt i 1968, sidebanen Vejen-Gesten allerede i 1951. Fra Vejen Station blev den inderste kilometer brugt som industrispor i nogle år. Her er skinnerne taget op, og der er en grusbelagt banesti fra stationen til Park Alle. Herfra fortsætter den som jordsti ½ km mod nordøst.

## Venskabsbyer
- Brodnica
- Garbsen
- Wedel

## Kendte personer
- Johannes Lauridsen (1847-1920), fabrikant, politiker og direktør i Danmarks Nationalbank
- Ingrid Vang Nyman (1916-1959), illustrator af bøgerne om Pippi Langstrømpe, barnebarn af Johannes Lauridsen
- Johnny Vang-Lauridsen (1934-2020), direktør, kendt fra Margarinekrigen (fra 1972), stiftede fabrikken Grønvang
- Poul Dahl (1944-), pensioneret oberstløjtnant, forfatter og politiker (Venstre)
- Bodil Jørgensen (1961-), skuespiller
- Andrea Elisabeth Rudolph (1976-), radio- og tv-vært, bl.a. på Vild med dans
- Peter Graulund (1976-), tidligere fodboldspiller i Superligaen
- Sanne Troelsgaard Nielsen (1988-), kvindelig fodboldlandsholdsspiller, tvilling til Lotte
- Lotte Troelsgaard Nielsen (1988-), kvindelig fodboldlandsholdsspiller, tvilling til Sanne
- Thomas Ernst (1989-), skuespiller